# Ryong’yŏn
Ryong’yŏn (kor. 룡연군, Ryong’yŏn-gun) – powiat w Korei Północnej, w prowincji Hwanghae Południowe. W 2008 roku liczył 90 102 mieszkańców. Graniczy z powiatami Chang’yŏn i T’aet’an od wschodu i północnego wschodu. Powiat znajduje się nad Morzem Żółtym, określanym w Korei Północnej jako Morze Zachodniokoreańskie.

## Historia
Przed wyzwoleniem Korei spod okupacji japońskiej tereny należące do powiatu wchodziły w skład powiatu Chang’yŏn. W obecnej formie powstał w wyniku gruntownej reformy podziału administracyjnego w grudniu 1952 roku. W jego skład weszły wówczas tereny należące wcześniej do miejscowości Haean, Taegu, Ryongyŏn (13 wsi – wszystkie miejscowości poprzednio należały do powiatu Chang’yŏn). Powiat Ryongyŏn składał się wówczas z jednego miasteczka (Ryong’yŏn-ŭp) i 15 wsi (kor. ri). W marcu 1961 roku powiat powiększył się o wsie Wŏnch'on, Hyangch'o, Kohyŏn i Kokjŏng, wcześniej znajdujące się w granicach administracyjnych powiatu T’aet’an.

## Podział administracyjny powiatu
W skład powiatu wchodzą następujące jednostki administracyjne:
| Nazwa jednostki administracyjnej | Rodzaj jednostki administracyjnej | Hangul   | Hancha   |
| -------------------------------- | --------------------------------- | -------- | -------- |
| Ryong’yŏn-ŭp                     | miasteczko                        | 룡연읍   | 龍淵邑   |
| Ryongho-ri                       | wieś                              | 룡호리   | 龍湖里   |
| Ryongjŏng-ri                     | wieś                              | 룡정리   | 龍井里   |
| Kŭllok-ri                        | wieś                              | 근록리   | 芹록里   |
| Sŏkgyo-ri                        | wieś                              | 석교리   | 石僑里   |
| P’yŏngch'on-ri                   | wieś                              | 평촌리   | 坪村里   |
| Pongt'ae-ri                      | wieś                              | 봉태리   | 烽台里   |
| Sungye-ri                        | wieś                              | 순계리   | 蓴溪里   |
| Monggŭmp'o-ri                    | wieś                              | 몽금포리 | 夢金浦里 |
| Jangsan-ri                       | wieś                              | 장산리   | 長山里   |
| Och'ajin-ri                      | wieś                              | 오차진리 | 吾叉鎭里 |
| Tŭngsan-ri                       | wieś                              | 등산리   | 登山里   |
| Sawŏn-ri                         | wieś                              | 사원리   | 四院里   |
| Kumi-ri                          | wieś                              | 구미리   | 九美里   |
| Kap'yŏng-ri                      | wieś                              | 가평리   | 街坪里   |
| Sŏnp'o-ri                        | wieś                              | 선포리   | 船浦里   |
| Kokjŏng-ri                       | wieś                              | 곡정리   | 谷井里   |
| Wŏnch'on-ri                      | wieś                              | 원촌리   | 院村里   |
| Kohyŏn-ri                        | wieś                              | 고현리   | 古縣里   |
| Hyangch'o-ri                     | wieś                              | 향초리   | 香草里   |
| Namch'ang-ri                     | wieś                              | 남창리   | 南昌里   |